# Balkan Sevdah
Balkan Sevdah – polski folkowy zespół muzyczny założony w 2004 roku.

## Muzycy

### Skład
- Oliwier Andruszczenko (od 2008 roku[1] do co najmniej 2013 roku) – klarnet, ewi, drumla, śpiew[2]
- Adeb Chamoun – perkusjonalia, cajon, riqq, daf, bendir[3], darabuka[4] (co najmniej od 2016 roku[5])
- Sebastian Freyberg – cajon, darabuka, instrumenty perkusyjne (co najmniej od 2022 roku)[6]
- Tadeusz Leszek – kontrabas, śpiew (co najmniej od 2021 roku)[7]
- Robert Lipka – akordeon, śpiew, instrumenty perkusyjne (około 2007 roku)[8]
- Mateusz Nagórski – kontrabas[9] (co najmniej od 2012 roku[10])
- Olga Maracewicz – flety[11], śpiew[12] (2004)[13]
- Radosław Polakowski – akordeon, skrzypce, śpiew[9] (od 2004 roku[14])
- Małgorzata Pałubska – skrzypce, śpiew (od co najmniej 2014 roku[11] do co najmniej 2021 roku)[7]
- Marcin Pukaluk (od 2004[13] do co najmniej 2009 roku[15])
- Tomasz Stawiecki – klarnet, saksofon, klarnet basowy[9] (co najmniej od 2012 roku[10])
- Łukasz Talarek – darabuka, instrumenty perkusyjne[16] (od 2004 roku[13] do co najmniej 2007 roku[8])
- Jan Trojanowski – flety, śpiew, gitara[8] (co najmniej od 2006 roku[16])
- Marcin Zadronecki – śpiew, tambura[9], ukulele[6], buzuki[17] (od 2004 roku[18])
- Katarzyna Zadora – darabuka, djembe, riqq[19] (od 2008 roku[1] do co najmniej 2009 roku[19])

## Historia
Marcin Zadronecki, absolwent slawistyki Uniwersytetu Warszawskiego, lider zespołu, podróżował na Bałkany rokrocznie od 1993 roku i od tamtego czasu zainteresował się muzyką bałkańską, a swoje fascynacje zaszczepił także u pozostałych muzyków, wcześniej grał w grupie Dżezva. Zespół został założony we wrześniu 2004 roku w Warszawie, w początkowym składzie znalazł się Radosław Polakowski. Słowo „sevdah” występuje w kilku językach i oznacza „miłość”, „kochanie”, „tęsknota miłosna”. W początkowym okresie Balkan Sevdah grał głównie muzykę opartą na utworach z Albanii i Bułgarii. Zespół zagrał m.in. na Mikołajkach Folkowych (2004, I nagroda w konkursie „Scena Otwarta”), Burg Waldeck Festival (2006), Przystanku Woodstock (2011). Grupa gra utwory oparte na muzyce ludowej Półwyspu Bałkańskiego, m.in. z Albanii, Bośni, Bułgarii, Macedonii, Serbii, a także Turcji. Muzyka jest łączona z nowoczesnymi brzmieniami, w tym z elektroniką. W zespole grają Polacy i jeden Syryjczyk. Grupa koncertowała co najmniej do września 2021 roku.

## Dyskografia
- Ramizem (lipiec 2005, CD)[3]
- Yaman Aman Aman (luty 2009, CD)[3]
- Yari Nani (październik 2010, CD)[3]
- Akustik (listopad 2013[27], CD)[9]
- Sevdalinki. Pieśni z Bośni (2015, CD)[4]